# Élection présidentielle américaine de 1980
L'élection présidentielle américaine de 1980 est la quarante-neuvième élection présidentielle depuis l'adoption de la Constitution en 1787. Elle se déroule le mardi 4 novembre 1980.
Elle se déroule dans un contexte assez difficile, alors que les États-Unis semblent connaître ce que tous les historiens et journalistes appellent un « déclin ». La chute de Saïgon et la fin de la Guerre du Viêt Nam ont affaibli l'autorité naturelle de la superpuissance américaine, d'autant qu'au même moment la Détente prenait fin, et ce malgré la signature des accords de Camp David. Sur le plan intérieur, le scandale du Watergate a profondément ébranlé la confiance des Américains envers la classe dirigeante, notamment le Parti républicain. Les États-Unis subissent également les effets des choc pétroliers. Cependant, la politique étrangère modérée du président Jimmy Carter conduit, malgré son ambition de privilégier la négociation et la promotion des droits de l'homme, à la révolution iranienne et à la crise des otages de l'ambassade américaine à Téhéran. La crise des otages fut très mal perçue par l'opinion publique américaine, qui commençait à oublier la défaite de la guerre du Viêt Nam, d'autant plus qu'elle montrait une nouvelle contestation de la superpuissance et du « soft power » des États-Unis.
Elle oppose le président sortant Jimmy Carter à l'ancien gouverneur de Californie Ronald Reagan pour le Parti républicain. Le représentant de l'Illinois John Anderson, membre du Parti républicain mais défait battu lors des primaires du parti, se présente en candidat tiers parti sans étiquette partisane. De même, le candidat du Parti libertarien Ed Clark (en) parvient à bouleverser quelque peu le jeu politique. Cette élection marque un tournant dans la vie politique américaine pour plusieurs raisons. D'abord, elle marque le reflux d'anciens électeurs du Sud, notamment du Sud profond, vers le Parti républicain, qui l'emporte dans la quasi-totalité des anciens États confédérés, hormis en Géorgie et en Virginie-Occidentale. Le parti, qui avait progressivement viré à droite à partir des années 1960 par sa prise en main par les conservateurs, achevait sa « révolution conservatrice ». Cette élection voit également une partie des électeurs modérés du Parti démocrate se reporter sur le ticket du Parti républicain, marquant l'émergence du phénomène des Reagan Democrats. De plus, le parti parvint à reprendre la majorité au Sénat pour la première fois depuis 1952. C'est également la première fois depuis 1940 qu'un président sortant est autant mis en ballottage pour la nomination par son parti.

## Conditions d'éligibilité
Ne peuvent se présenter, selon l'article II section première de la Constitution, que les citoyens américains:
- Américains de naissance ;
- âgés d'au moins 35 ans ;
- ayant résidé aux États-Unis depuis au moins 14 ans.

Depuis l'adoption du XXIIe amendement en 1947 par le Congrès et sa ratification en 1951, les anciens présidents qui ont déjà été élus deux fois ne sont plus éligibles.
L'ancien président Gerald Ford, qui n'a effectué qu'un seul mandat non complet, était donc éligible pour se présenter.

## Contexte
À la fin des années 1970, les États-Unis étaient encore marqués par le scandale du Watergate mais également par la gestion de l'après Guerre du Viêt Nam. Élu de justesse en 1976, Jimmy Carter avait promis de ne pas mentir aux Américains et de rompre avec les méthodes de l'administration Nixon. L'objectif principal du président consistait à recentrer la politique étrangère américaine, écartant les principes diplomatiques défendus par Henry Kissinger en Amérique latine et en Afrique,,. Malgré tout, Jimmy Carter poursuivit le rapprochement avec la Chine en Asie et, plus surprenant pour l'opinion publique américaine, tenta d'amorcer un rapprochement avec Cuba dans le cadre de la Détente,,,,. Cependant, cette politique étrangère, parfois hésitante notamment face aux dictatures militaires en Amérique centrale et désireuse de promouvoir les Droits de l'homme, allait beaucoup nuire au bilan du président sortant,,,.

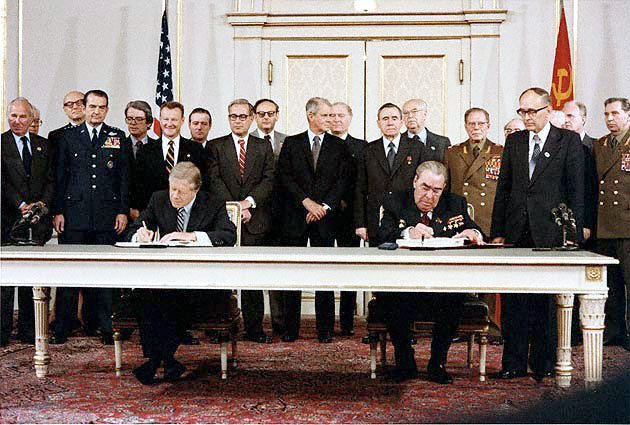
Jimmy Carter et Léonid Brejnev signant les accords SALT II à Vienne, le 18 juin 1979.

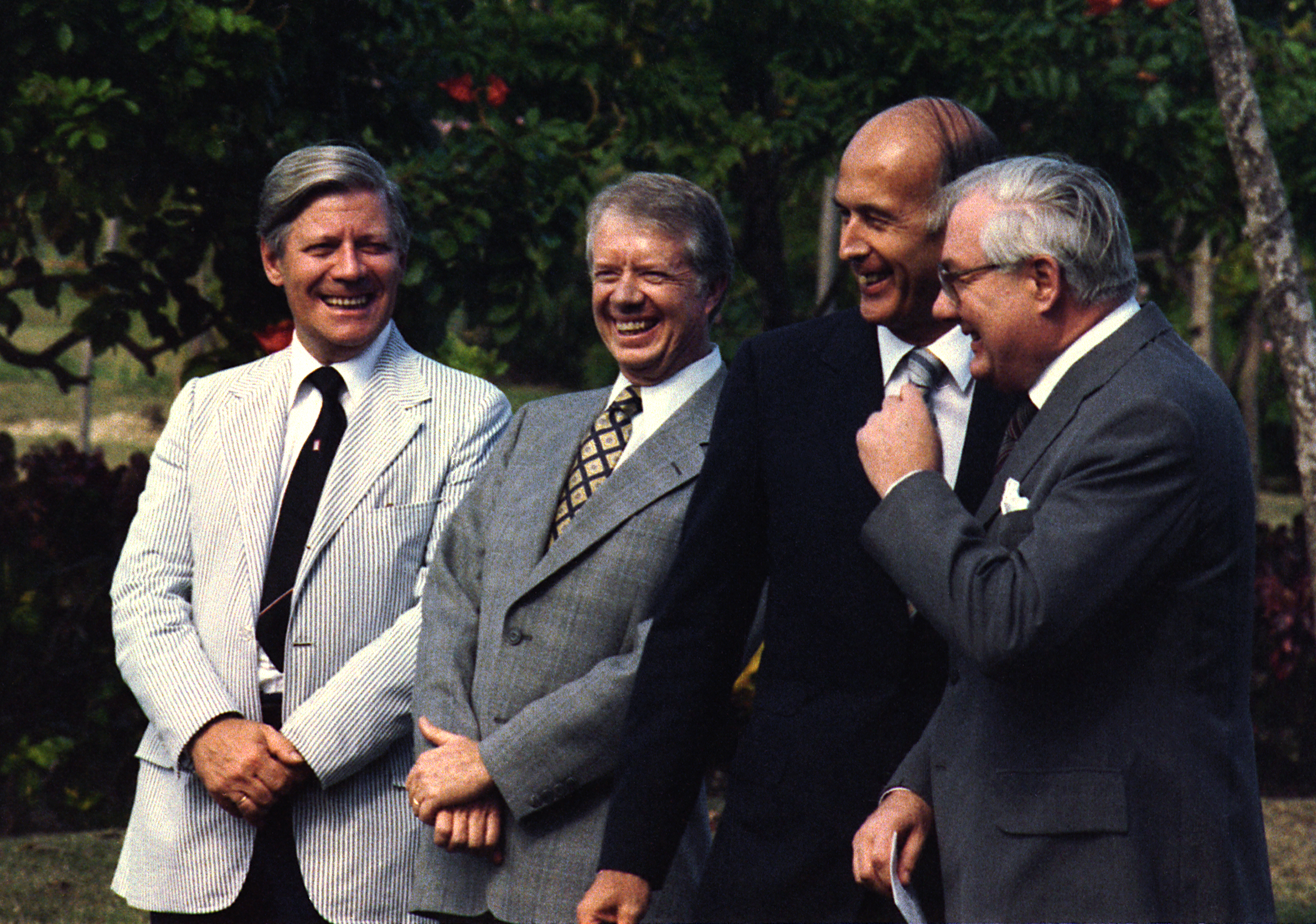
Jimmy Carter, en compagnie de James Callaghan, Helmut Schmidt et Valéry Giscard d'Estaing lors de la Conférence de la Guadeloupe, le 5 janvier 1979. C'est au cours de cette conférence que les puissances du bloc de l'Ouest décident de ne plus soutenir le shah d'Iran Mohammad Reza Pahlavi. La Révolution iranienne aboutira au renversement de la monarchie un mois plus tard.

Les deux premières années ont pourtant vu deux initiatives majeures récompensées. D'abord, la signature des accords de Camp David entre le président égyptien Anouar el-Sadate et le premier ministre d'Israël Menahem Begin, permit au président Carter de promouvoir une politique de non-interventionnisme, basée sur la négociation, pour résoudre un conflit vieux de plus de trente ans, datant de la déclaration d'indépendance de l'État d'Israël le 14 mai 1948,,. L'annonce de la signature du traité semblait alors annoncer une stabilisation du Moyen-Orient après les conflits armés des Six Jours et du Kippour, qui ont en partie conduit au Premier choc pétrolier. Deuxième fait diplomatique majeur, la signature des Traités Torrijos-Carter qui reconnaissent la souveraineté du Panama sur le canal, tout en assurant aux États-Unis un accès privilégié à celui-ci ainsi que la possibilité d'intervenir militairement en cas d'attaque,. Si les accords de Camp David firent l'objet d'un large consensus, la reconnaissance de la souveraineté du Panama sur le canal fut beaucoup plus critiquée, y compris au sein du Parti démocrate. Le coût annuel de 80 millions de dollars pour avoir un accès privilégié au canal de Panama n'était sans doute pas étranger aux réticences du Congrès.

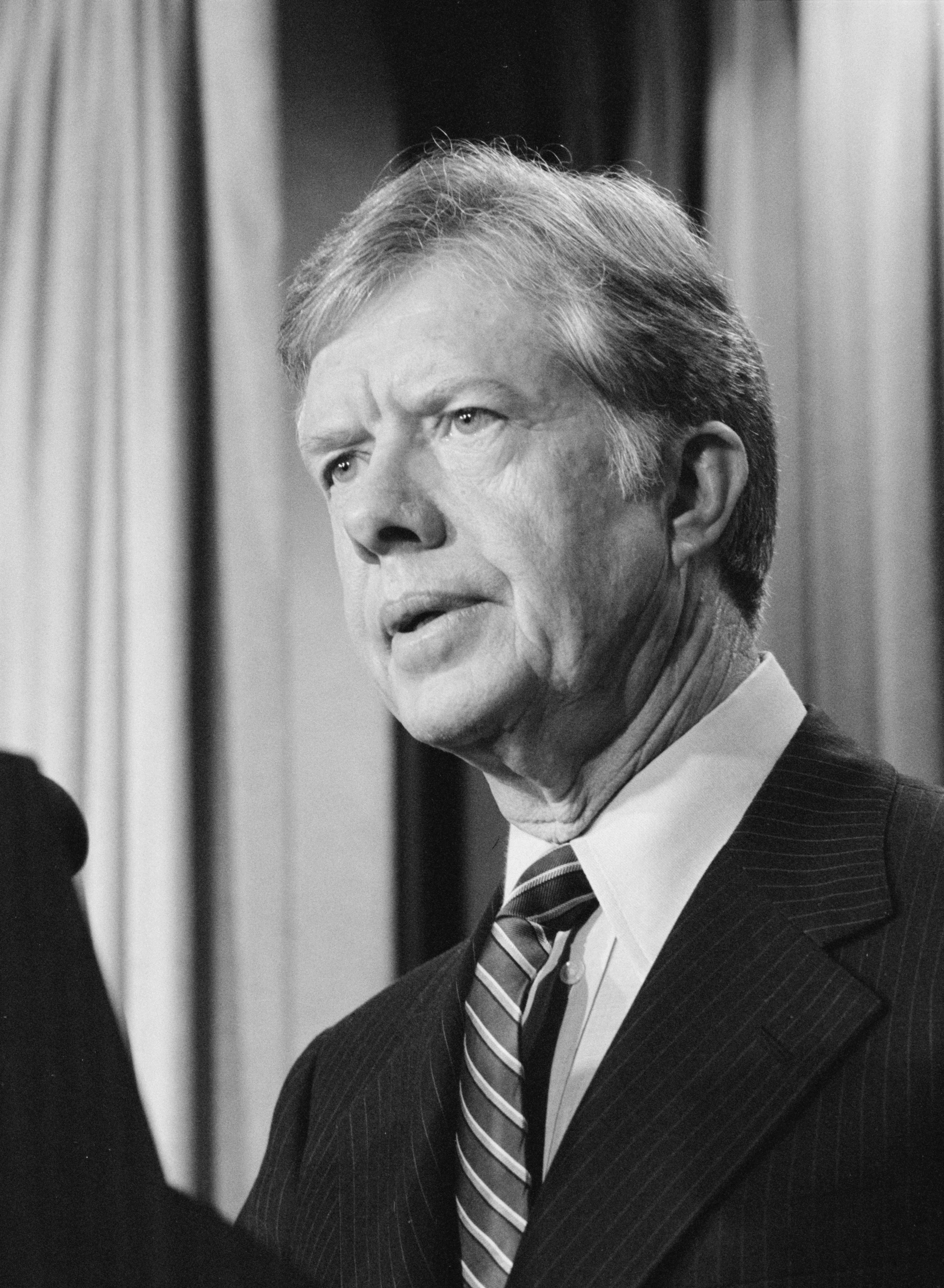
Jimmy Carter annonçant la rupture des relations diplomatiques avec l'Iran et de nouvelles sanctions économiques contre la République islamique, le 7 avril 1980.

Les autres initiatives diplomatiques de Jimmy Carter furent beaucoup plus contrastées, voire mises en échec. La mésentente entre son secrétaire d'État Cyrus Vance et son conseiller à la sécurité nationale Zbigniew Brzeziński ne fut pas étranger à cela,,. Dans le cadre de la Détente, le président poursuivit une certaine normalisation des relations diplomatiques avec l'Union soviétique. Pourtant, les rapports avec Moscou sont assez compliqués dans un premier temps. Ainsi, après de rudes négociations, une nouvelle tentative de réduction des armements stratégiques entre les deux pays fut entreprise avec la signature des accords SALT II en juin 1979. Pourtant, six mois plus tard, Jimmy Carter constata amèrement l'invasion soviétique de l'Afghanistan,,. Cette décision fut préjudiciable à plusieurs titres, conduisant à un raidissement de la politique étrangère américaine, mais prolongea la récession entamée en 1975 à la suite du Premier choc pétrolier, notamment aux États-Unis,. Les accords SALT II ne furent ainsi pas approuvés par le Sénat,. La situation dans le Moyen-Orient redevait alors un sujet de préoccupation majeur pour l'administration Carter, notamment avec les évènements en Iran, mais également car les États-Unis craignaient que l'Union soviétique ne vienne interférer dans la présence américaine dans le Golfe Persique et tente de contrôler le détroit d'Ormuz,. Quant à la monarchie iranienne, elle était le théâtre de violents affrontements à Téhéran depuis 1978,. Le shah Mohammad Reza Pahlavi fit réprimer ces manifestations populaires, mais le régime semblait négliger sa population au profit de la stabilité de l'économie du pays. La Révolution iranienne, qui n'était au départ que la volonté populaire d'améliorer son sort, se transforma en contestation du régime lui-même. Fin 1978, l'opposant au régime Rouhollah Khomeini s'installa en France, où il prépara son retour dans son pays après quatorze ans d'exil. La situation du pays devenant incontrôlable, notamment avec la perte du soutien des puissances du bloc de l'Ouest, décidée lors de la Conférence de la Guadeloupe le 5 janvier 1979, fit vasciller le régime. Onze jours plus tard, le shah Mohammad Reza Pahlavi partit en exil, tandis que Rouhollah Khomeini et ses partisans proclamèrent la République islamique un mois plus tard. Les partisans du shah furent pourchassés, tandis que les États-Unis étaient pointés du doigt comme étant le « Grand Satan » qui avait corrompu le pays,. Pourtant, l'administration Carter chercha à maintenir des relations diplomatiques avec l'Iran. Une entrevue avait même été fixée entre le conseiller à la sécurité nationale Zbigniew Brzeziński et Rouhollah Khomeini, mais elle fut annulée sous la pression du Congrès. L'annonce, fin octobre, au Premier ministre iranien Mehdi Bazargan que le shah se trouvait aux États-Unis déclencha la fureur en Iran. Le 4 novembre 1979, des étudiants iraniens prirent d'assaut l'ambassade américaine à Téhéran,,,. C'est ainsi que commença la crise des otages, qui allait occuper toute l'attention du président,,. Les avoirs iraniens aux États-Unis sont gelés et des mesures de rétorsion sont prises, mais cela n'a aucun effet sur la détermination de Rouhollah Khomeini,. Pire, les archives de la CIA en Iran sont dispersées par les étudiants. Les États-Unis organisent un embargo en grande partie pour compenser les pertes de contrats d'approvisionnement en pétrole signés avec l'Iran. En avril 1980, une tentative héliportée pour sauver les otages échoua sans même que les militaires de l'opération Eagle Claw (La serre de l'aigle) n'aient pu atteindre l'ambassade américaine à Téhéran,,,,,. Huit soldats trouveront la mort dans une collision entre un hélicoptère et un avion de ligne,,. À la suite de cet échec cinglant, le secrétaire d'État Cyrus Vance démissionna pour manifester sa désapprobation totale de la gestion des évènements,,,. Cinq ans après la chute de Saïgon, les États-Unis étaient à nouveau humiliés par une puissance étrangère pourtant moins puissante, tandis que les gardiens de la révolution exposaient les cadavres des soldats américains morts durant l'opération dans les rues de Téhéran. Jimmy Carter craignait en prévenant le Congrès que l'opération n'ait jamais lieu. Le résultat fut dévastateur pour le président. En plus de cela, Jimmy Carter décida le boycott par les États-Unis des Jeux olympiques qui devaient se tenir à Moscou durant l'été. Le vice-président Walter Mondale tenta de convaincre le Comité international olympique de déplacer les jeux en Allemagne de l'Ouest ou même au Canada, sans succès. L'administration Carter avait auparavant mis en œuvre un embargo sur les produits céréaliers exportés par l'Union soviétique pour tenter de stopper l'offensive de l'armée rouge en Afghanistan, sans plus de résultat. En plus des évènements en Iran et en Afghanistan, le rôle des États-Unis dans la chute du dictateur nicaraguayen Anastasio Somoza Debayle et la prise de pouvoir par les sandinistes d'obédience marxiste au Nicaragua valut à l'administration Carter de nombreuses critiques,,,. Autre problème important, l'installation de régimes marxistes remplaçant l'administration des colonies portugaises d'Afrique ainsi qu'en Éthiopie, l'empereur Haïlé Sélassié Ier étant déposé par un coup d'État et assassiné,,. Quant au rapprochement avec Cuba, il fut sans effet puisque l'Union soviétique livra de nouveau du matériel militaire dès 1978. La cote de popularité du président est durablement affectée par ces évènements.

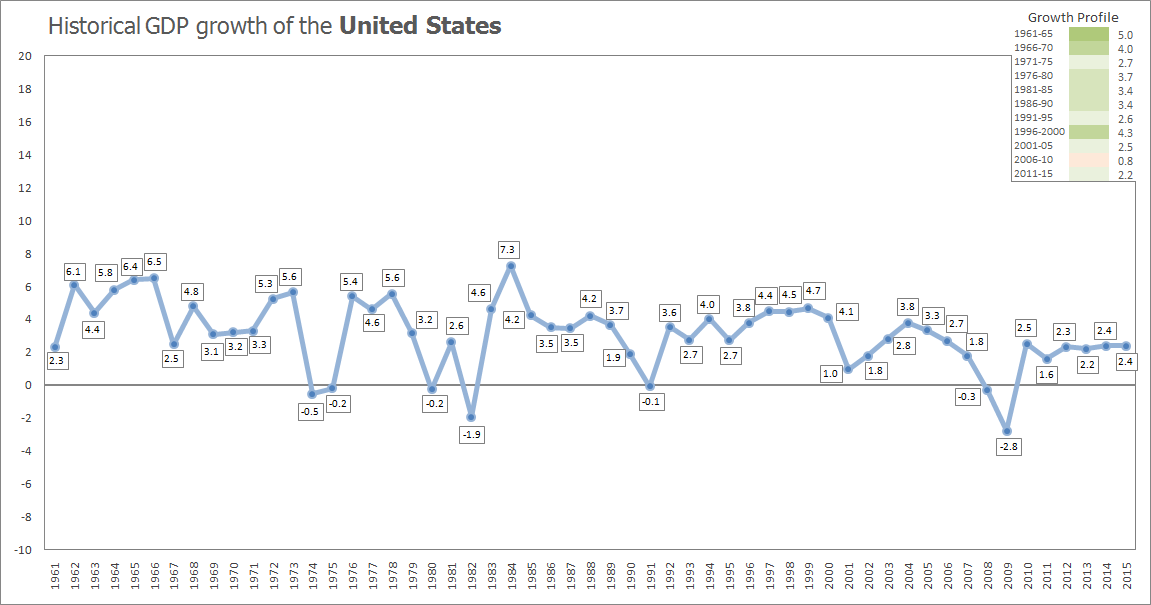
Évolution du taux de croissance des États-Unis de 1961 à 2015. Celui-ci a beaucoup fluctué dans les années 1970, entrainant une stagnation du PIB américain.

La situation intérieure n'était cependant pas meilleure. Depuis le milieu des années 1960, les États-Unis étaient devenus dépendants des énergies fossiles, la production de ces énergies étant insuffisante pour couvrir les besoins du pays, notamment en pétrole. Or, les deux choc pétroliers ont entraîné une hausse du prix du pétrole de 1 500 %. Incapables de s'adapter face à la hausse des prix, de nombreuses entreprises se retrouvent contraintes de déposer le bilan. De même, alors que les États-Unis importaient pour 25 % de leur consommation de pétrole en 1971, ce chiffre fut multiplié par deux huit ans plus tard. L'économie américaine fut ainsi fragilisée, notamment par le Premier choc pétrolier. En 1979, l'inflation dépasse les 11 %, atteignant même 18 % l'année suivante. En 1980, le chômage atteint 8 % de la population active. La productivité des entreprises américaines diminuait de manière préoccupante, au point que l'économie américaine subissait la concurrence de l'Allemagne de l'Ouest et du Japon. Signe d'un certain déclin, 25 % des voitures vendues aux États-Unis en 1980 seront des voitures d'un constructeur étranger, notamment les constructeurs japonais comme Toyota. Pire, certaines usines de Détroit furent contraintes de fermer leurs portes,. 700 000 chômeurs supplémentaires vinrent s'ajouter aux statistiques jusqu'au jour précédent l'élection. Le Midwest et la Rust Belt furent durablement affectés par la récession, notamment le Michigan, l'Ohio et la Pennsylvanie tandis que la Sun Belt prospérait économiquement, notamment la Silicon Valley grâce aux réductions fiscales consenties par le gouverneur de Californie via la proposition 13, le gouverneur étant pourtant membre du Parti démocrate,,. Alors que la consommation d'énergies fossiles par les foyers américains était pointé du doigt par Jimmy Carter, un évènement important vint renforcer la méfiance vis à vis des énergies dites propres.

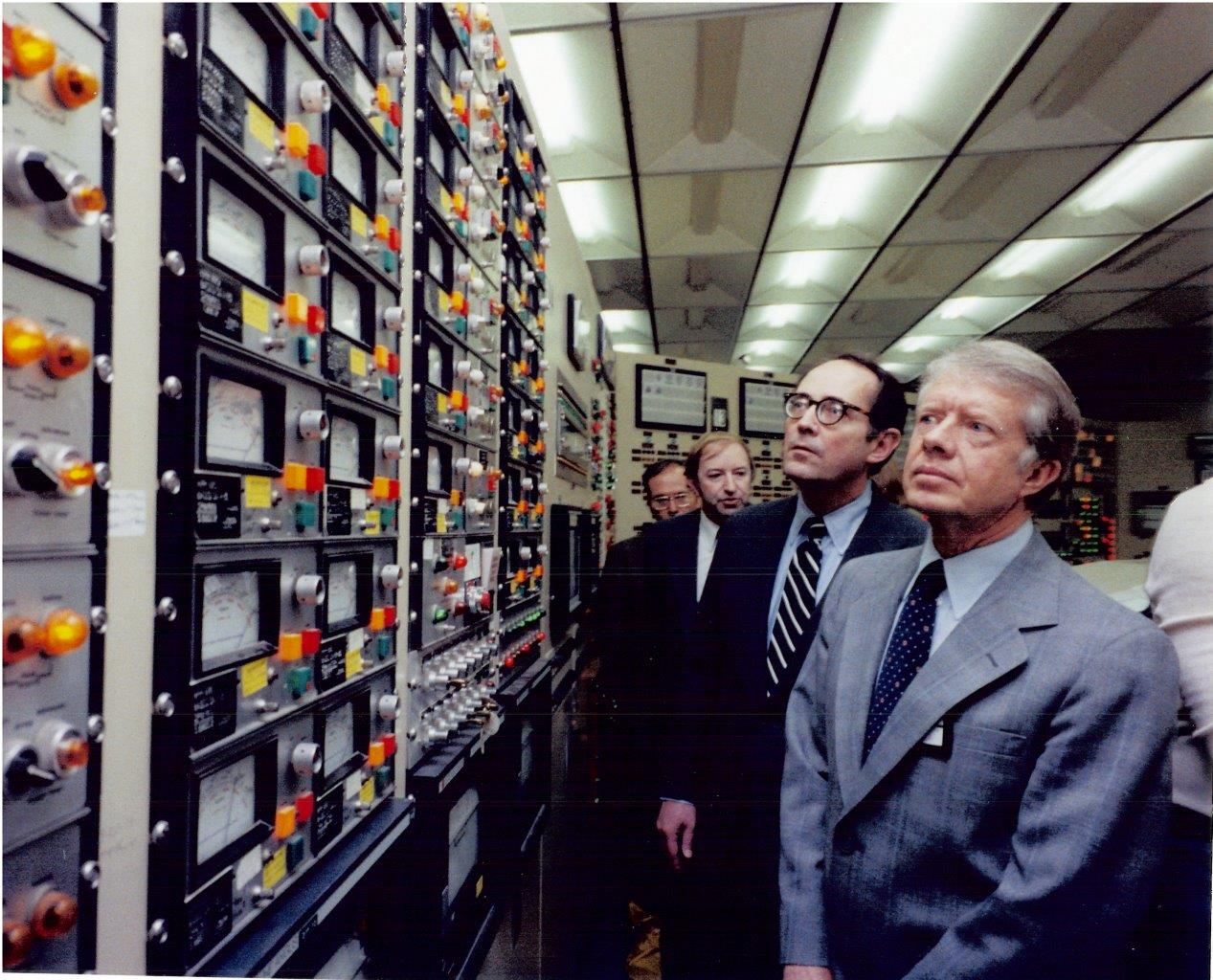
Jimmy Carter en visite à la centrale nucléaire de Three Mile Island après l'accident.

En effet, le 28 mars 1979, un accident nucléaire se produisit à la centrale nucléaire de Three Mile Island en Pennsylvanie. La centrale avait des défauts de conception, et une série d'erreurs ont conduit à une surchauffe d'un des réacteurs. Le gouverneur de Pennyslvanie Dick Thornburgh, membre du Parti républicain, dut faire évacuer les femmes enceintes et les enfants pendant une dizaine de jours, tandis que le président Carter se rendit sur les lieux quatre jours après l'accident. Cinq jours seront nécessaires pour maîtriser la situation, tandis que le propriétaire de la centrale donna des informations erronées pour rassurer la population, mais en mentant également devant le gouverneur de l'État.

En juillet 1979, 84 % des Américains se déclarent insatisfaits de la politique de l'administration Carter. Pourtant, le 15 juillet, le président Jimmy Carter avait prononcé un discours très important,. Ce discours, dit « discours du malaise » ou discours de la « crise de confiance », dressait le constat de la situation des États-Unis depuis une décennie. Jimmy Carter déclara notamment : 
«  Cette menace est à peine perceptible par des moyens ordinaires. Il s'agit d'une crise de confiance. Il s'agit d'une crise qui frappe la volonté de notre nation en son sein même, en son âme et en son esprit. Nous percevons cette crise à cause du doute croissant que l'on porte sur la signification de nos propres vies et de la perte d'un objectif unique pour notre nation.  »
 Cependant, à peine un mois plus tard, le président fit la une des journaux à cause de l'incident dit « du lapin ». Jimmy Carter, qui était en vacances chez lui à Plains dans son État de Géorgie, se fit attaquer par un lapin alors qu'il pêchait à la ligne. Néanmoins, ce fut plus sa tentative désespérée de faire sortir l'animal du bateau qui lui attira les critiques et la satire de la presse et la télévision. Le plus embêtant fut la démission collective, quelque peu contrainte, de 34 membres de son cabinet, qui fut très mal reçue par l'opinion publique américaine. C'est dans ce climat que se déroula la campagne électorale,,,.

## Nominations
Au total, 112 « tickets » prendront part à la campagne électorale en étant inscrits dans au moins un État.

### Parti démocrate

#### Candidats à la nomination

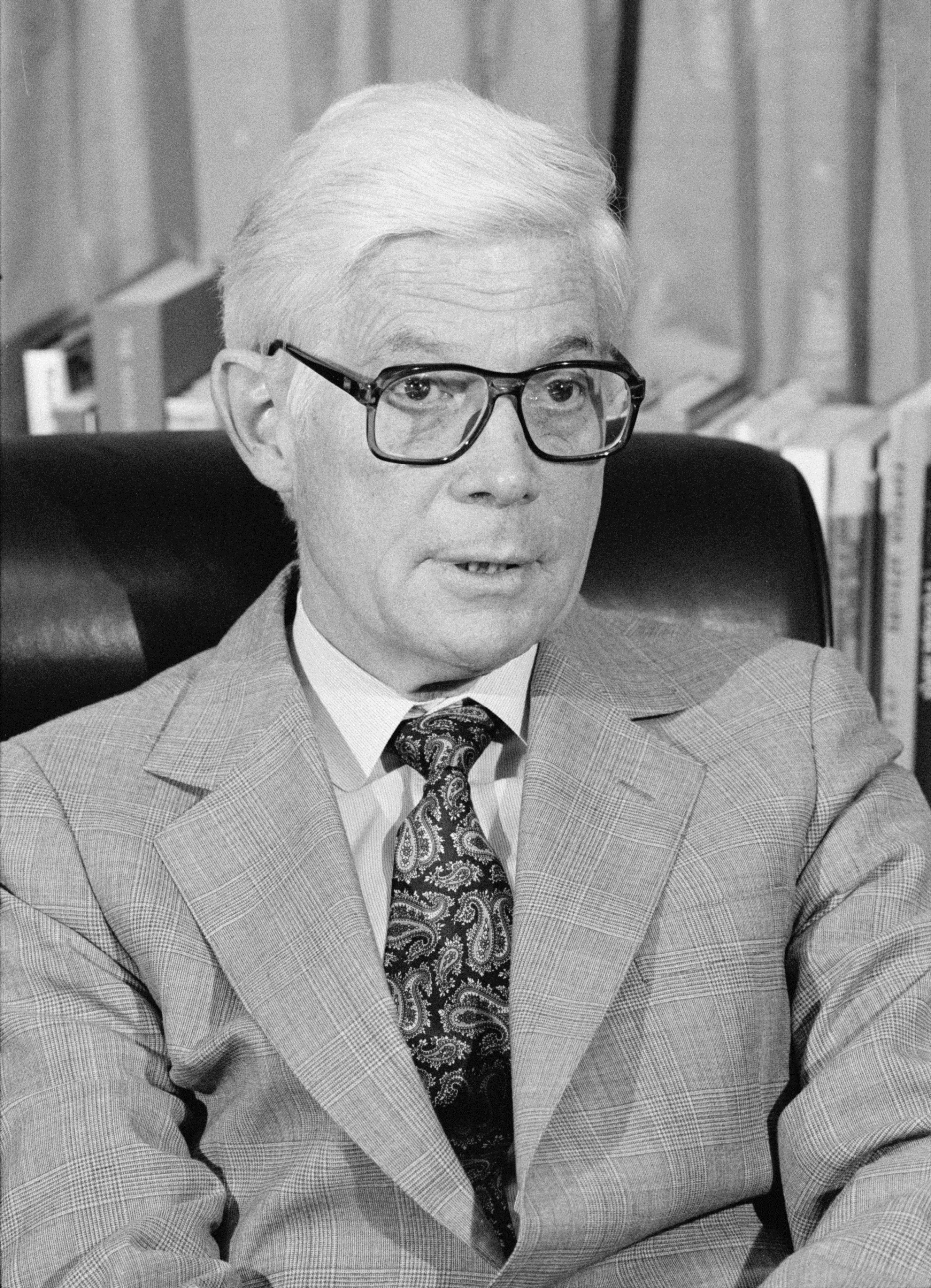
John Anderson Représentant des États-Unis pour l'Illinois
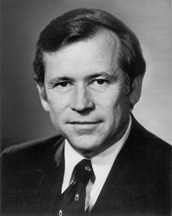
Howard Baker Sénateur du Tennessee
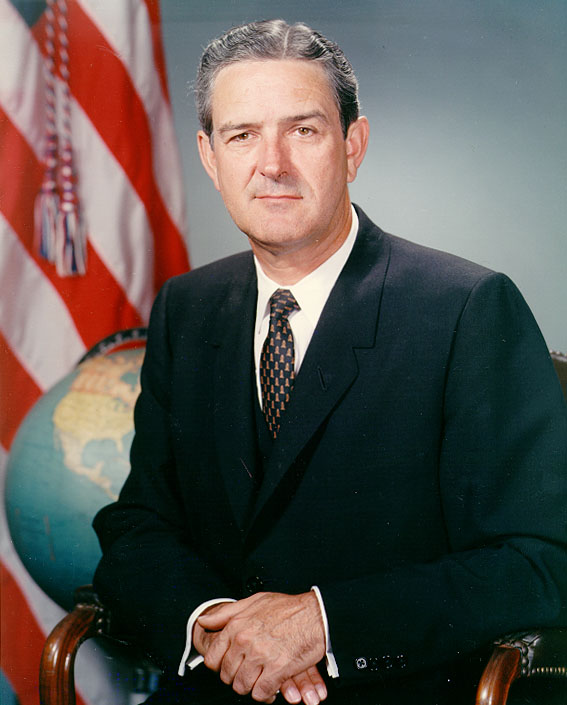
John Bowden Connally Ancien gouverneur du Texas
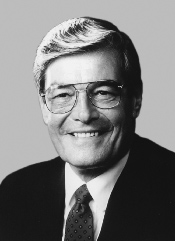
Phil Crane Représentant des États-Unis pour l'Illinois
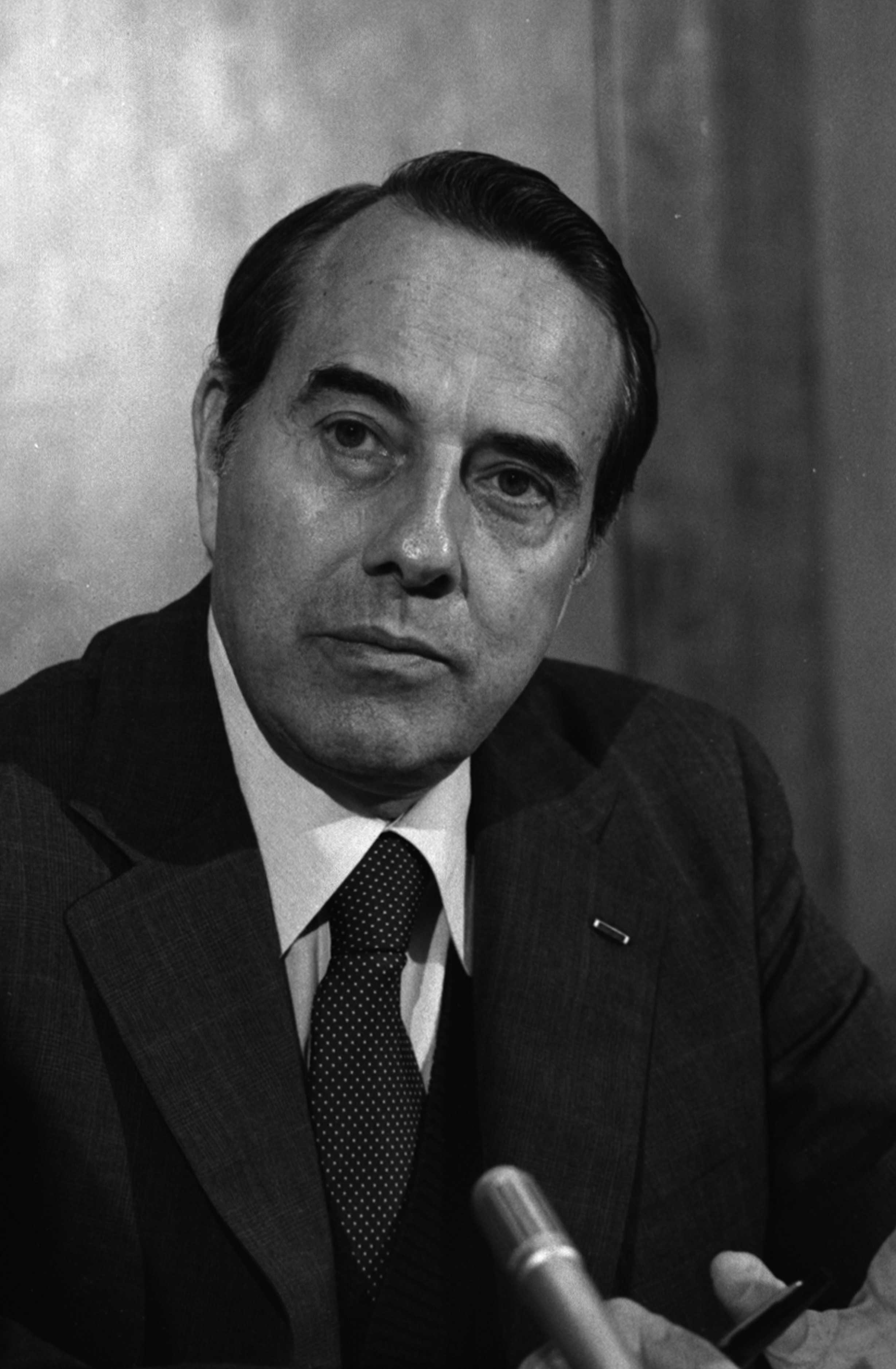
Bob Dole Sénateur du Kansas
Ben Fernandez Ancien ambassadeur au Paraguay (Californie)
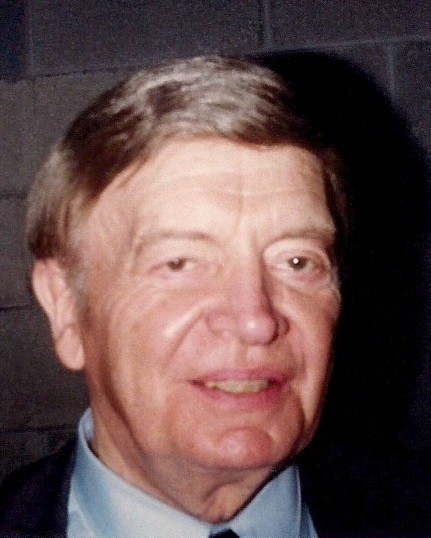
Harold Stassen Ancien gouverneur du Minnesota

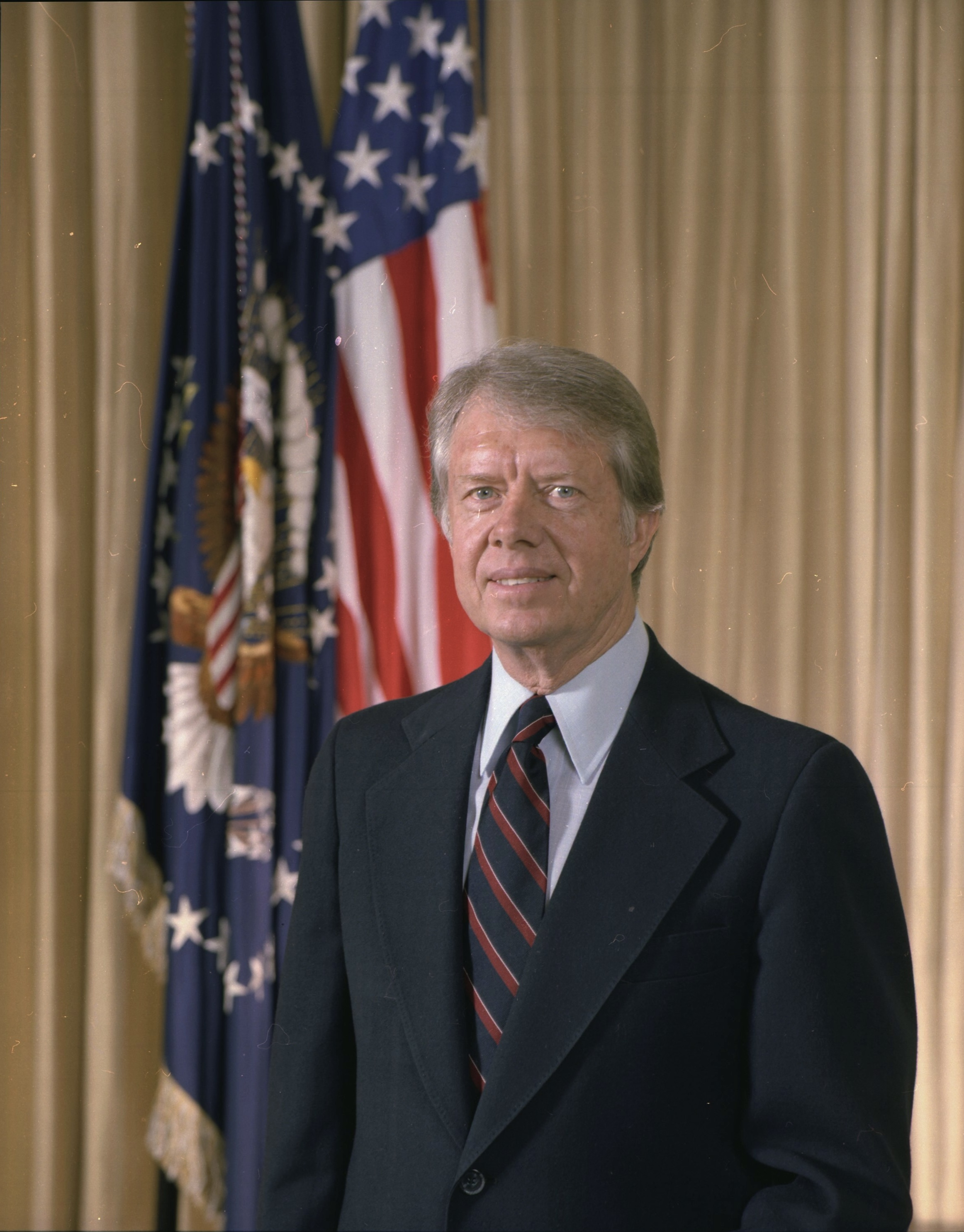
Jimmy Carter Président des États-Unis
Edward Moore Kennedy Sénateur du Massachusetts
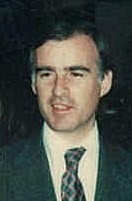
Jerry Brown Gouverneur de Californie
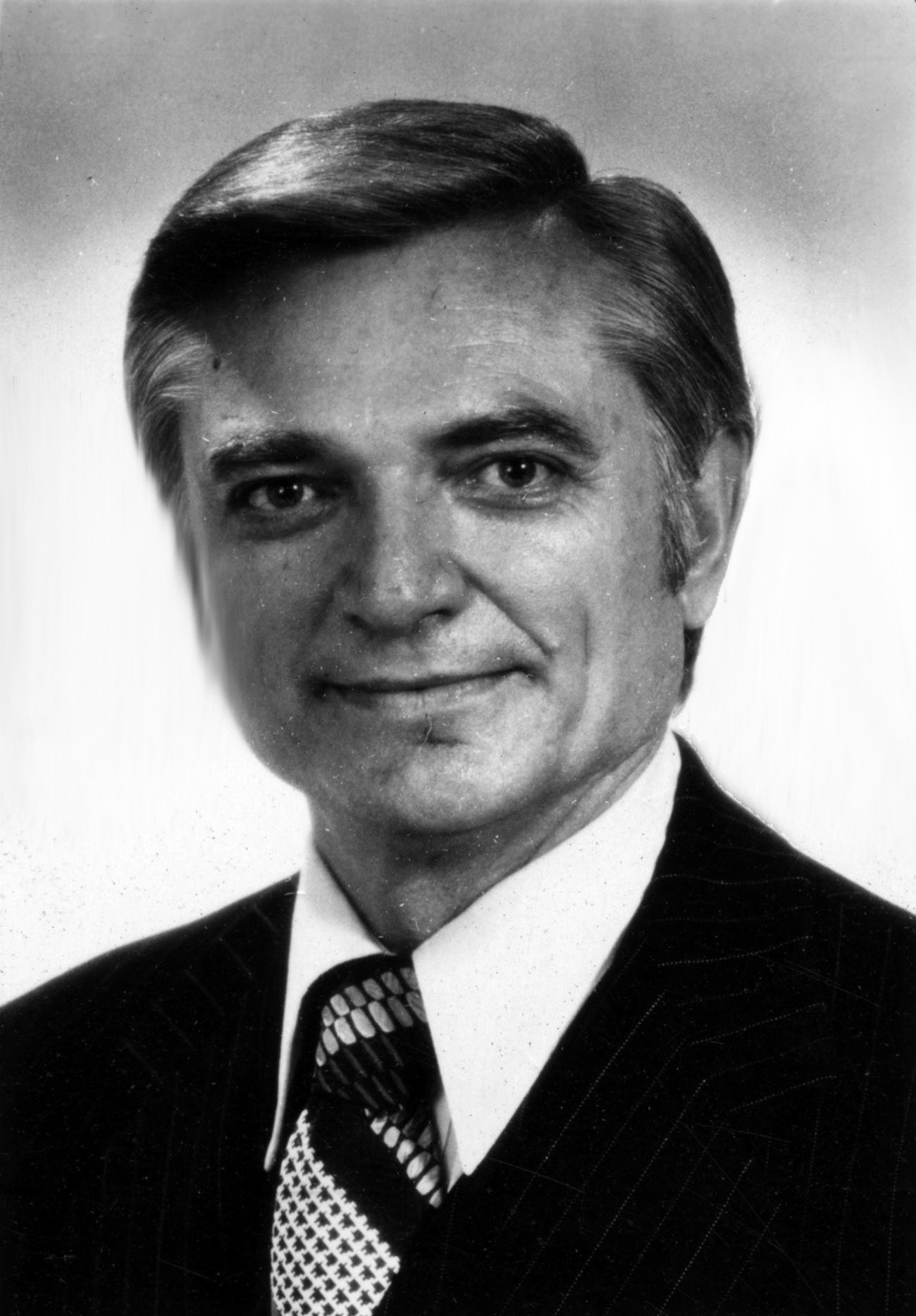
Cliff Finch (en) Gouverneur du Mississippi
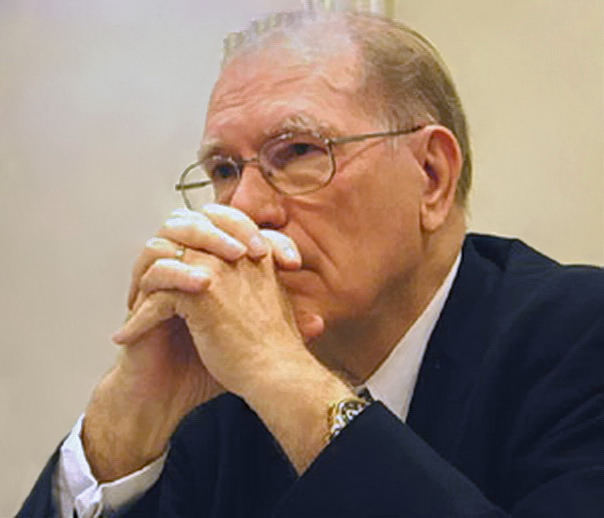
Lyndon LaRouche Essayiste et polémiste (Virginie)

#### Ticket

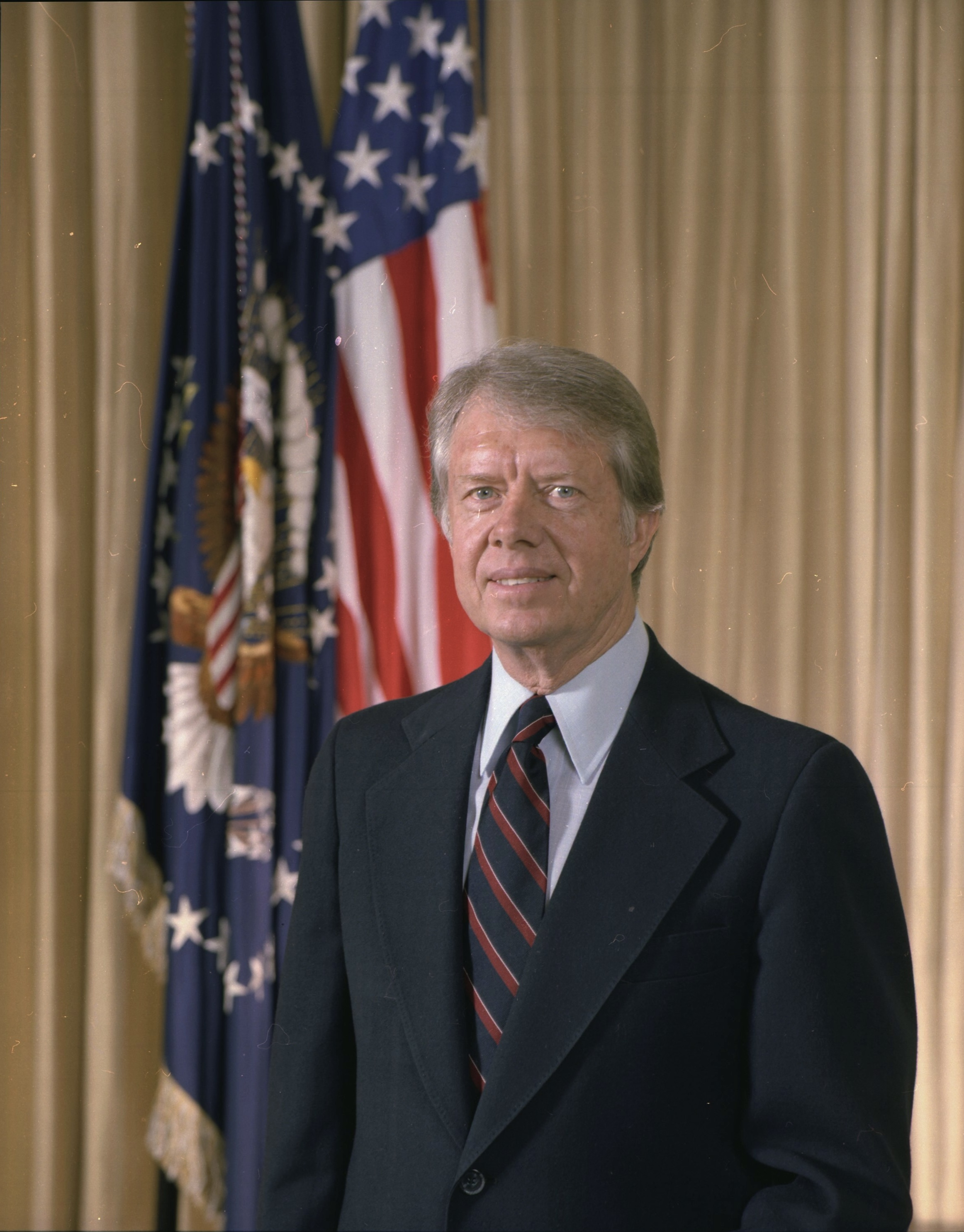
Jimmy Carter Président des États-Unis
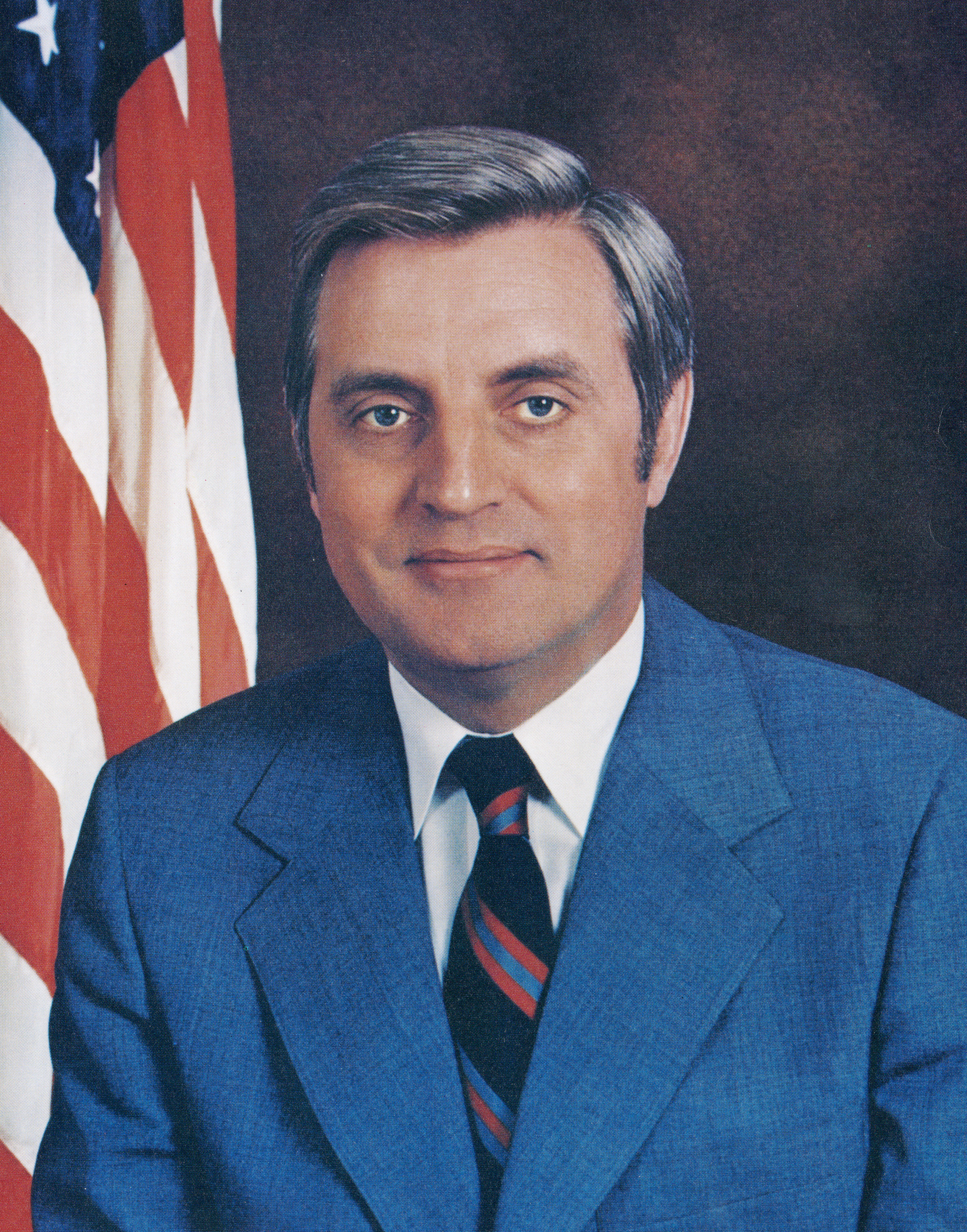
Walter Mondale Vice-président des États-Unis

### Parti républicain

#### Candidats à la nomination
- Ronald Reagan
Ancien gouverneur de Californie
- George H. W. Bush
Ancien représentant des États-Unis pour le Texas
Ancien directeur de la CIA
- John Anderson
Représentant des États-Unis pour l'Illinois
- Howard Baker
Sénateur du Tennessee
- John Bowden Connally
Ancien gouverneur du Texas
- Phil Crane
Représentant des États-Unis pour l'Illinois
- Bob Dole
Sénateur du Kansas
- Ben Fernandez (en)
Ancien ambassadeur au Paraguay (Californie)
- Harold Stassen
Ancien gouverneur du Minnesota

#### Personnalités ayant renoncé à concourir
- Gerald Ford, ancien président des États-Unis[50]
- Jack Kemp, représentant des États-Unis pour l'État de New York
- Pierre du Pont IV, gouverneur du Delaware
- Charles Percy, sénateur de l'Illinois
- John Danforth, sénateur du Missouri
- William Brock, ancien sénateur du Tennessee
- Alexander Haig, ancien chef de cabinet de la Maison-Blanche
- Frank Borman, astronaute (Indiana)
- John Heinz, sénateur de Pennsylvanie
- Charles Mathias (en), sénateur du Maryland
- Jim Thompson, gouverneur de l'Illinois
- William Ruckelshaus, ancien administrateur de l'Agence de protection de l'environnement des États-Unis
- Elliot Richardson, ancien membre de l'administration Nixon et de l'administration Ford
- William Simon, ancien membre de l'administration Ford

#### Ticket
- Ronald Reagan
Ancien gouverneur de Californie
- George H. W. Bush
Ancien représentant des États-Unis pour le Texas
Ancien directeur de la CIA

### Partis tiers

#### Sans étiquette

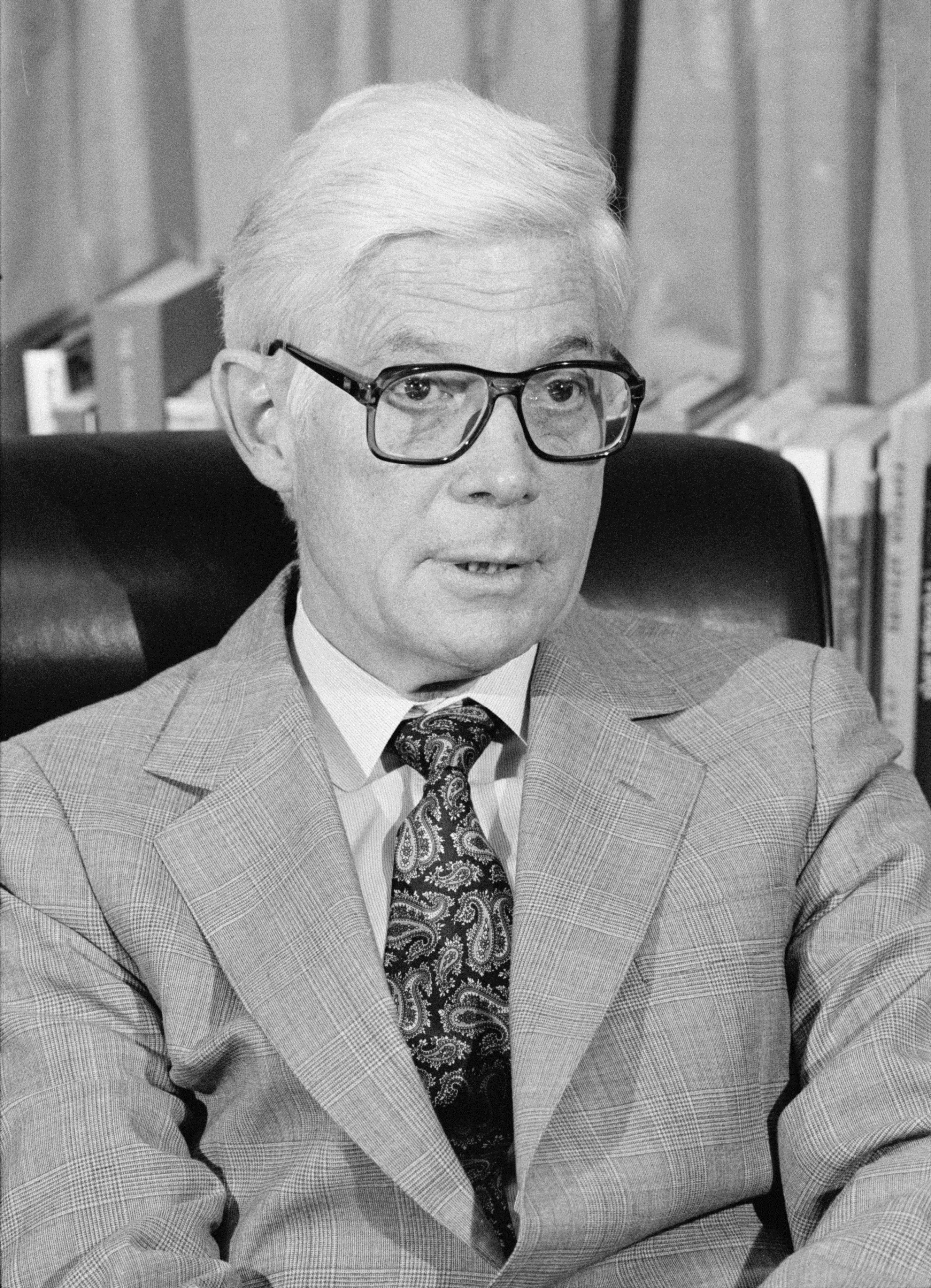
John Anderson Représentant des États-Unis pour l'Illinois
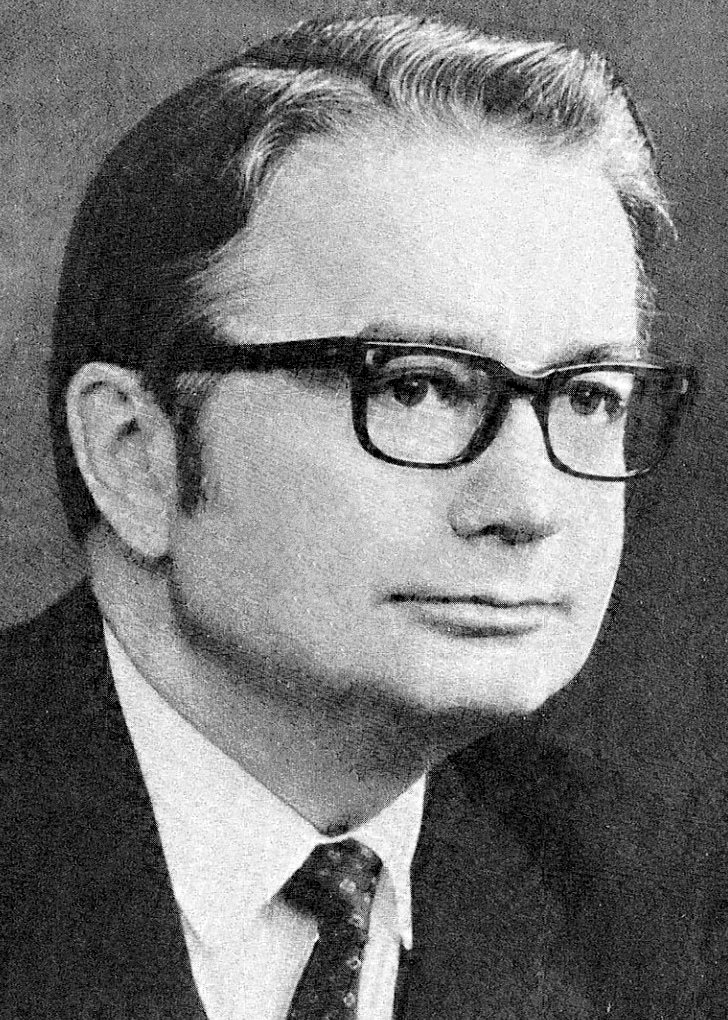
Patrick Lucey (en) Ancien gouverneur du Wisconsin

#### Parti libertarien

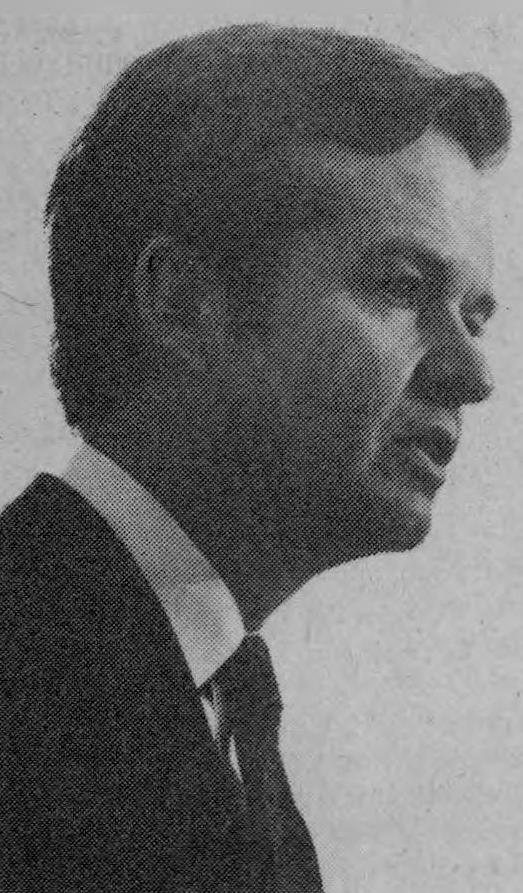
Ed Clark (en) Avocat et ancien candidat au poste de gouverneur de Californie en 1978
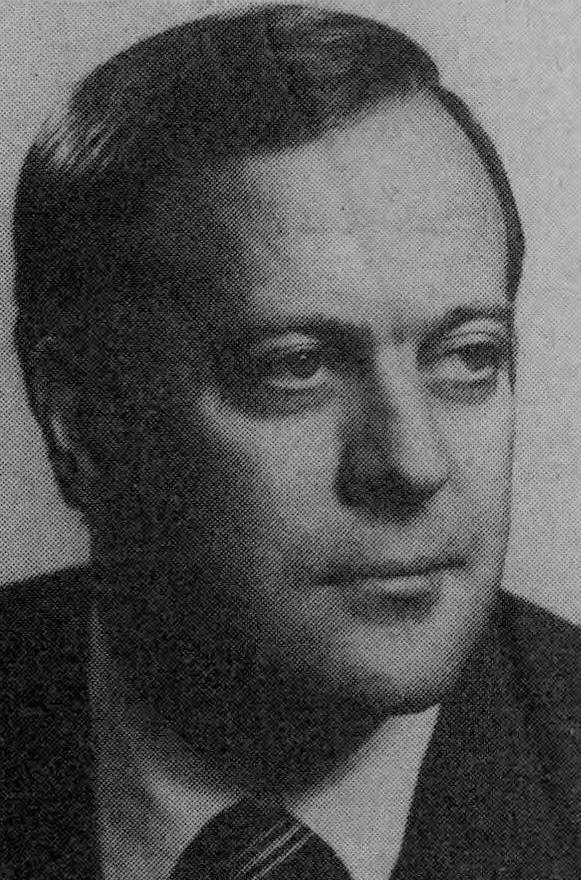
David H. Koch Homme d'affaires et philanthrope (Kansas)

## Campagne
La campagne électorale démarre dès le début de l'année 1979. En janvier et février, l'ancien gouverneur du Texas John Bowden Connally et l'ancien directeur de la CIA George H. W. Bush déclarèrent leurs candidatures à l'investiture du Parti républicain. Le parti était en bien mauvaise posture depuis le scandale du Watergate, si bien que seuls 20 % des électeurs inscrits en 1977 se considéraient comme « républicains », contre 31 % « indépendants » et 49 % de « démocrates ». Entre janvier et septembre, l'équipe de campagne de Connally récolta plus de 4 millions de dollars de fonds.
Du côté du Parti démocrate, un mouvement en faveur de la candidature de Ted Kennedy pris de l'ampleur à partir du printemps. Il faut dire que les relations entre Jimmy Carter et les principaux dirigeants du parti, notamment au Congrès, étaient assez mauvaises. Pour The New York Times, les problèmes du pays étaient « trop confus et trop complexes pour être guérissables ». Même le président de la Chambre des représentants Tip O'Neill soutenait une candidature du sénateur du Massachusetts. Pire, un sondage indiquait en mai 1979 que 76 % des Afro-Américains soutenaient une candidature de Ted Kennedy plutôt qu'une candidature de Jimmy Carter. Les difficultés de président ressortirent à l'occasion de discussions sur les importations de pétrole et sur le projet d'un nouvel impôt taxant les profits des compagnies pétrolières américaines. De manière surprenante, Jimmy Carter dénonça à cette occasion l'action du Congrès pour tenter de résoudre le problème de la dépendance américaine au pétrole importé. Tentant de se débarrasser de son image de président hésitant et mou, il devait faire face à la concurrence du projet énergétique présenté par Ted Kennedy et son collège du New Hampshire John A. Durkin (en),. Les spéculations sur la candidature de Kennedy à l'investiture du Parti démocrate reprirent alors de la vigueur. Celui-ci annonça officiellement sa candidature le 7 novembre 1979 par un discours prononcé à Boston. Trois jours auparavant, soit le même jour que le début de la crise des otages en Iran, il avait accordé un entretien à CBS News. Interrogé par le journaliste Roger Mudd (en) qui entrenait d'ailleurs de bonnes relations avec la famille Kennedy, il eut cependant du mal à expliquer les raisons pour lesquelles il avait choisi d'affronter Jimmy Carter à l'occasion des primaires du Parti démocrate.
Au cœur de l'été, un mouvement conservateur, « la majorité morale », est créé. Le Parti démocrate eut beau s'émouvoir de l'essor du mouvement conservateur et des évangélistes s'impliquant dans le jeu politique, cet élément nouveau pouvait modifier considérablement la configuration de l'élection.

Au début du mois de novembre, c'est le chef de la minorité au Sénat Howard Baker qui annonça sa candidature à l'investiture du Parti républicain. Au même moment, un sondage commandé par The New York Times et CBS News indiquait que seuls 13 % des électeurs républicains soutenaient sa candidature, contre 15 % à John Bowden Connally et 37 % à Ronald Reagan. Le 13 novembre, c'est au tour de l'ancien gouverneur de Californie d'annoncer la sienne depuis un hôtel de New York,,. L'équipe de campagne du candidat avait dépensé au préalable 400 000 dollars de fonds pour préparer l'annonce de sa future candidature. Après le « discours du malaise » de Jimmy Carter, Ronald Reagan n'hésita pas à déclarer : 
«  Les gens qui disent que nous sommes entrés dans un âge de limites parlent en réalité de leurs propres limitations, pas de celles de l’Amérique.  »
 Au cours de son annonce de candidature, il dira également : 
«  On nous dit qu’il nous faut vivre avec moins et apprendre à nos enfants que leurs vies seront moins pleines et moins prospères que les nôtres. On nous dit que l’Amérique du futur sera un endroit où, à cause de nos excès passés, il sera impossible de rêver. Je n’y crois pas. Et vous non plus, je le sais. C’est pour cela que je me présente à la présidentielle. Je ne peux pas accepter de voir ce pays s’autodétruire.  »
 L'ancien gouverneur de Californie n'hésita pas à réclamer la reconstitution de la House Un-American Activities Committee, qui fut le principal instrument du maccarthysme dans les années 1950 et qui avait été dissoute en 1975. Il se trouvait en tout cas bien mieux armé qu'en 1976 pour obtenir l'investiture du Parti républicain, notamment avec le soutien des chrétiens évangéliques. Il avait d'ailleurs intégré dans sa rhétorique les thèmes principaux des évangélistes, notamment son opposition à l'interruption volontaire de grossesse. Il n'hésita pas à dire qu'il s'était fait « piéger » lorsqu'il avait promulgué la loi légalisant cet acte médical en Californie en 1967. De même, il se permit de faire une référence implicite à Franklin Delano Roosevelt en conclusion de son discours. À la fin de l'année, un sondage éclairant fut publié : 19 % seulement des Américains faisaient confiance au gouvernement fédéral pour résoudre leurs problèmes, tandis que 52 % trouvaient les élites de Washington « cyniques ». Autre élément important, 68 % des Américains estimaient payer trop d'impôts pour l'État fédéral. Problème en revanche pour Ronald Reagan, une partie des Américains le jugeait trop « froid, sans coeur et indifférent au sort des gens » et avaient encore peur de la « révolution conservatrice » prônée par le Parti républicain. Son âge jouait également contre lui pour une partie de l'opinion publique.
Le cycle des primaires commença en janvier 1980, avec une première surprise de taille. Tandis que Jimmy Carter battait Ted Kennedy plus facilement que ne l'avaient prévu les observateurs lors du caucus de l'Iowa, la surprise vint de la victoire de George H. W. Bush devant ses concurrents républicains. L'ancien représentant du Texas avait parcouru de long en large cet État rural et n'avait décliné aucune sollicitation, au contraire de Ronald Reagan qui avait jugé bon, après avoir consulté son équipe de campagne, de ne pas participer aux premiers débats télévisés organisés dans le cadre des primaires du Parti républicain. Les quelque 3 millions de dollars dépensés par la campagne de Bush ont permis au candidat, peu connu de l'opinion publique américaine hormis en Nouvelle-Angleterre et au Texas, de remporter cette victoire surprise. Néanmoins, la mauvaise entrée en campagne de Ronald Reagan et certaines bourdes de l'ancien gouverneur de Californie jouèrent en faveur de George H. W. Bush dans un premier temps. L'équipe de campagne de Ronald Reagan fut d'ailleurs contrainte assez vite de changer de stratégie pour éviter les erreurs à foison de l'ancien gouverneur.
Le mois suivant, la primaire du New Hampshire se soldat par une victoire écrasante de Ronald Reagan après la reprise en main de son équipe de campagne, notamment avec le départ de son ancien directeur de campagne John Sears (en),.
Le 15 mars 1980, l'ancien président Gerald Ford annonça qu'il ne rentrerait pas dans la course à l'investiture du Parti républicain. La mauvaise santé de son épouse Betty joua beaucoup dans sa décision, tout comme le climat de la campagne électorale. En effet, certains journaux se mirent à publier des articles à charge contre Ted Kennedy, notamment The Wall Street Journal et The New York Times. Au cours du mois de février, l'accident de Chappaquiddick revint comme un boulet pour le principal adversaire de Jimmy Carter. Dans un article en une, The New York Times mettait en cause les déclarations du sénateur du Massachusetts par rapport à l'accident, le soupçonnant implicitement d'avoir menti. Les milieux économiques s'opposaient à son programme, notamment ses propositions économiques et sociales, tandis que le soutien de la maire de Chicago Jane Byrne devenait un handicap. Indirectement, The Wall Street Journal se fit l'écho de nouveaux concepts favorables à la théorie de l'offre, ce qui était handicapant pour le programme défendu par Ted Kennedy. Du côté du Parti républicain, un autre candidat émergea dans la course à l'investiture, après le retrait d'Howard Baker, de John Bowden Connally et de Bob Dole qui s'était lancé sur le tard. Ce candidat, le représentant de l'Illinois John Anderson, fort du soutien du Chicago Sun-Times et du Chicago Tribune, réussissait même à devancer George H. W. Bush dans certaines primaires. Pourtant, l'ancien gouverneur de Californie semblait imperturbable. Son programme est assez vague, notamment en matière de politique de défense, mais contient surtout la baisse des impôts au niveau fédéral ainsi qu'un interventionnisme beaucoup plus restreint. Sa personnalité particulière plaît à des électeurs qui ne sont pas membres de son camp, notamment les Dixiecrats du Sud profond.
Fin mai, deux sondages pronostiquent la victoire de Ronald Reagan à l'élection. Le 17 juillet 1980, Ronald Reagan fut officiellement investi comme candidat par le Parti républicain lors de la Convention nationale du parti (en) à Détroit. Dans un souci d’apaisement, Ronald Reagan choisira son ancien adversaire des primaires George H. W. Bush comme son colistier. Un mois plus tard, Jimmy Carter fut à nouveau désigné comme candidat à la présidence par le Parti démocrate lors de la Convention nationale du parti (en) à New York, dans une atmosphère tendue par le refus d'une partie des partisans de Ted Kennedy de se rallier à lui. Le perdant eut droit à une standing ovation de plus de 20 minutes après son discours.
John Anderson rencontra certains partisans de Ted Kennedy durant la convention. Pourtant, la désignation des deux candidats principaux fut presque une formalité.

## Débats télévisés

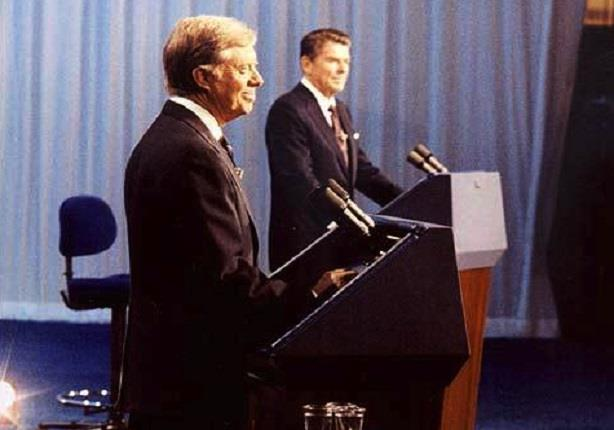
Jimmy Carter et Ronald Reagan lors du débat télévisé, le 28 octobre 1980.

Comme en 1976, c'est la League of Women Voters qui organisa la tenue des débats télévisés en collaboration avec les chaînes de télévision.
Lors de la campagne pour les primaires, Jimmy Carter avait refusé de débattre contre Ted Kennedy. Il s'opposa par la suite à la participation du représentant de l'Illinois John Anderson, qui concourait comme candidat tiers parti, alors que Ronald Reagan refusait de participer au moindre débat sans sa présence,,.

Le 21 septembre, un premier débat est finalement organisé à Baltimore en présence des deux derniers, le président sortant refusant d'y participer. Un second débat fut annulé, comme celui pour la vice-présidence, tandis que les chaînes de télévision et l'équipe de Ronald Reagan tentèrent de convaincre celle de Jimmy Carter de finalement débattre. Il fallut que Reagan accepte de ne pas poser comme condition préalable la présence d'Anderson pour que Carter accepte. Le débat tant attendu par les Américains fut finalement organisé le 28 octobre à Cleveland. Pour le président sortant, les thèmes abordés achevèrent ses dernières chances de victoire, car il fut surtout question de la crise d'otages en Iran et des traités de non-prolifération des armes nucléaires,. De  plus, le fait de faire intervenir sa fille dans le débat pour lui demander quel serait le sujet majeur du débat et de l'élection, se retourna contre lui. Pourtant, certains experts estiment que c'est lui, et non Ronald Reagan, qui a utilisé le plus d'« arguments pervers » à l'encontre du programme de son adversaire. Néanmoins, l'ancien gouverneur de Californie a été plus incisif, notamment dans sa conclusion où il interrogea directement les auditeurs et les téléspectateurs : 
«  Êtes-vous dans une meilleure situation aujourd'hui qu'il y a quatre ans ?  »
 Le débat, qui fut visionné par plus de 80 millions de téléspectateurs, eut une incidence importante dans le résultat de l'élection,.

## Résultats
Ronald Reagan fut proclamé vainqueur environ vers 1 heure et demi du matin.
| Inscrits                 | Inscrits                 | Inscrits                 | 164 597 000 |             |  |  |
| Abstentions              | Abstentions              | Abstentions              | 78 087 322  | 47,44 %     |  |  |
| Votants                  | Votants                  | Votants                  | 86 509 678  | 52,56 %     |  |  |
|                          |                          |                          |             |             |  |  |
| Bulletins enregistrés    | Bulletins enregistrés    | Bulletins enregistrés    | 86 509 678  |             |  |  |
| Bulletins blancs ou nuls | Bulletins blancs ou nuls | Bulletins blancs ou nuls | 0           | 0 %         |  |  |
| Suffrages exprimés       | Suffrages exprimés       | Suffrages exprimés       | 86 509 678  | 100 %       |  |  |
|                          |                          |                          |             |             |  |  |
|                          | Candidat                 | Parti                    | Suffrages   | Pourcentage |  |  |
|                          | Ronald Reagan            | Parti républicain        | 43 903 230  | 50,75 %     |  |  |
|                          | Jimmy Carter             | Parti démocrate          | 35 480 115  | 41,01 %     |  |  |
|                          | John Anderson            | Sans étiquette           | 5 719 850   | 6,61 %      |  |  |
|                          | Ed Clark (en)            | Parti libertarien        | 921 128     | 1,06 %      |  |  |
|                          | Autres candidats         | -                        | 485 355     | 0,56 %      |  |  |

| Inscrits                 | Inscrits                 | Inscrits                 | 538       |             |  |  |
| Abstentions              | Abstentions              | Abstentions              | 0         | 0 %         |  |  |
| Votants                  | Votants                  | Votants                  | 538       | 100 %       |  |  |
|                          |                          |                          |           |             |  |  |
| Bulletins enregistrés    | Bulletins enregistrés    | Bulletins enregistrés    | 538       |             |  |  |
| Bulletins blancs ou nuls | Bulletins blancs ou nuls | Bulletins blancs ou nuls | 0         | 0 %         |  |  |
| Suffrages exprimés       | Suffrages exprimés       | Suffrages exprimés       | 538       | 100 %       |  |  |
|                          |                          |                          |           |             |  |  |
|                          | Candidat                 | Parti                    | Suffrages | Pourcentage |  |  |
|                          | Ronald Reagan            | Parti républicain        | 489       | 90,89 %     |  |  |
|                          | Jimmy Carter             | Parti démocrate          | 49        | 9,11 %      |  |  |

### Analyse

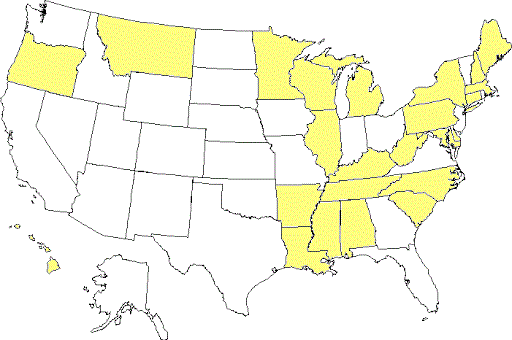
Carte indiquant les swing states de l'élection.

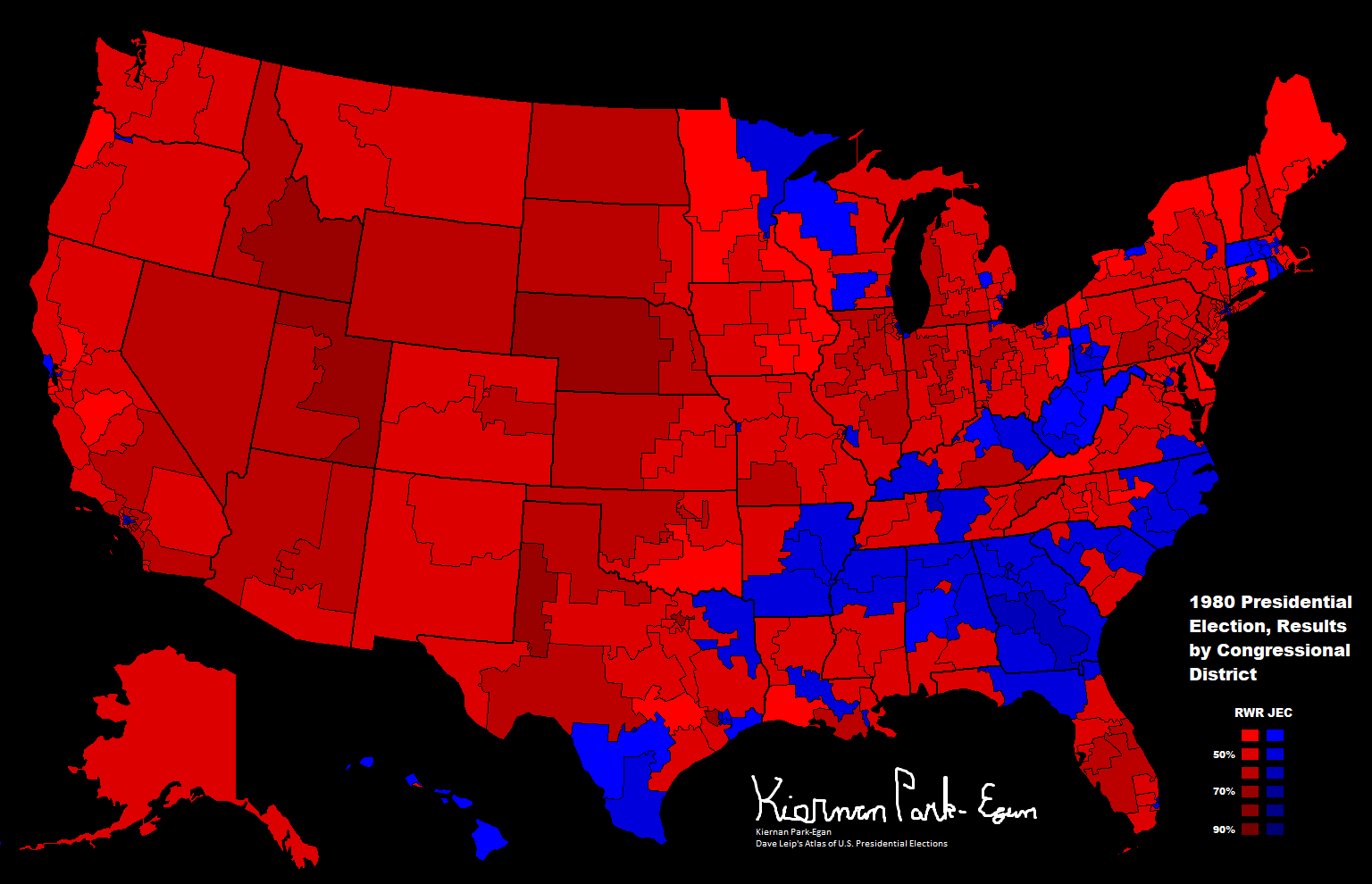
Résultats de l'élection par district congressionnel.

Ronald Reagan remporte une victoire écrasante (landslide victory) sur Jimmy Carter, une victoire encore plus marquée que lors de l'élection présidentielle de 1964 pour le collège électoral où le premier candidat de la « Révolution conservatrice » Barry Goldwater avait subi un sort semblable,. Même si les scrutins de 1964 et de 1968 ont marqué le début d'un réalignement politique, l'élection de 1980 en est l'aboutissement,.
Jimmy Carter ne parvint à l'emporter que dans six États, dont son État de Géorgie ou le Minnesota dont Walter Mondale fut sénateur. Sur les six États remportés, seuls deux le furent avant que Ronald Reagan ne soit proclamé président : la Géorgie et la Virginie-Occidentale. Il remporta malgré tout quatre swing states : Hawaï, le Maryland, le Minnesota, et la Virginie-Occidentale. Cependant, il échoua à remporter le Massachusetts dont Ted Kennedy était pourtant l'un des deux sénateurs, malgré le fait d'avoir été en tête dans un premier temps avec les premiers dépouillements,. Pire, il n'obtient la majorité absolue des suffrages que dans le District de Columbia et en Géorgie. Dans treize États, Jimmy Carter fut distancé par Ronald Reagan de moins de 5 points. Dans certains États, notamment dans l'État de New York et en Nouvelle-Angleterre (principalement dans le Massachusetts), Jimmy Carter fut handicapé par la présence de John Anderson qui a capté une partie de l'électorat démocrate, mais aussi républicain,,,. Il devient alors le premier président américain à échouer dans sa tentative de réélection depuis Herbert Hoover en 1932.
- Carter (plus de 90 %)
- Carter (entre 80 et 90 %)
- Carter (entre 70 et 80 %)

Résultats de l'élection par comté :
Carter (plus de 90 %)
Carter (entre 80 et 90 %)
Carter (entre 70 et 80 %)
Carter (entre 60 et 70 %)
Carter (entre 50 et 60 %)
Carter en dessous de 50%
Égalité
Reagan en dessous de 50 %
Reagan (entre 50 et 60 %)
Reagan (entre 60 et 70 %)
Reagan (entre 70 et 80 %)
Reagan (entre 80 et 90 %)
Reagan (plus de 90 %)

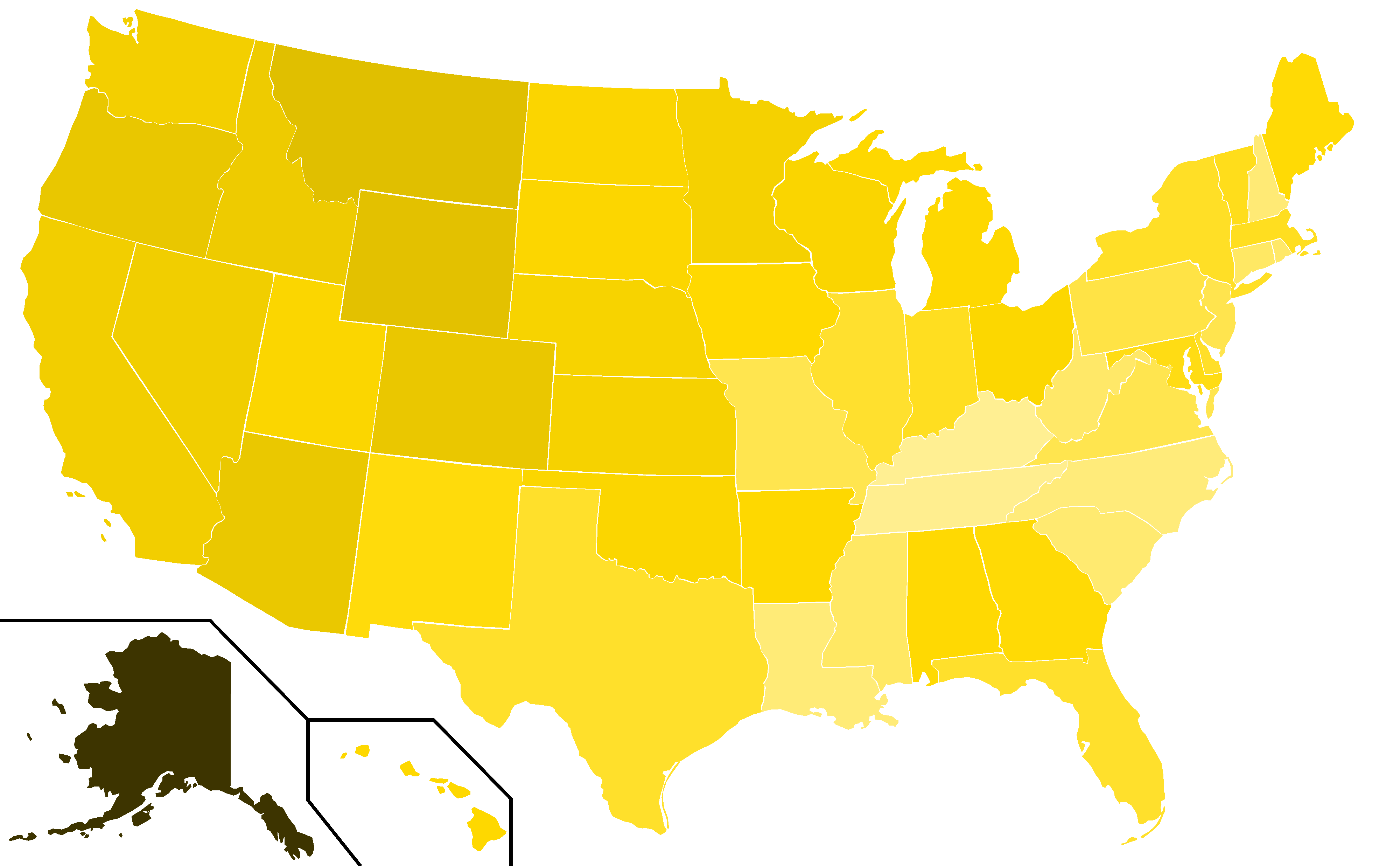
Résultats nationaux du Parti libertarien :
Absence de suffrages
Entre 0 et 2 %
Entre 2 et 4 %
Entre 4 et 6 %
Entre 6 et 8 %
Entre 8 et 10 %
Entre 10 et 12 %

De son côté, Ronald Reagan parvint à faire basculer un certain nombre d'États clés de son côté, dont le swing state de l'Illinois qui lui offrit la victoire,. Il profita également du ralliement de ceux qu'on appelle les Reagan Democrats, anciens électeurs du Parti démocrate qui se sont détournés du parti, qui viennent principalement du Midwest et du Sud profond. Il parvient également à percer dans la Rust Belt et dans les suburbs, jusqu'alors plutôt favorables au Parti démocrate. Signe que l'administration Carter avait eu bien du mal avec les minorités, la part des Hispaniques et latino votant pour le Parti républicain augmenta de 13 points par rapport à 1976. De même, dans de nombreux États du Sud, Ronald Reagan bénéficia du ralliement d'une partie de l'électorat de Jimmy Carter de 1976, où les victoires les plus marquées furent en Louisiane et en Virginie. Il bénéficie également de la présence de John Anderson pour remporter certains swing states, notamment ceux de la Rust Belt et les anciens États confédérés. Les États ayant le plus lourd passé ségrégationniste, notamment l'Alabama, la Caroline du Sud, le Mississippi et l'Oklahoma, ont vu Ronald Reagan s'imposer de manière étroite, sauf dans l'Oklahoma où la marge fut plus nette,. Ronald Reagan obtient la majorité absolue dans tout l'Ouest, excepté dans l'Arkansas,. Comme lors de l'élection présidentielle de 1972, les États du Sud ont voté en majorité pour le Parti républicain,. Enfin, si les femmes votent en majorité pour Ronald Reagan (47 % contre 46 % à Carter), la proportion est bien moindre que chez les hommes (55 % contre 38 % à Carter),. Cette tendance s'infirma lors des élections suivantes, les femmes se tournant davantage vers le Parti démocrate.
John Anderson a quant à lui obtenu ses meilleurs résultats en Nouvelle-Angleterre avec des scores supérieurs à 10 %, mais aussi sur la Côte ouest, ainsi que dans certains États où il obtient des scores honorables, notamment dans l'Alaska, le Colorado, le Dakota du Nord, à Hawaï, dans l'Illinois, l'Iowa, le Maryland, le Michigan, le Minnesota, le Montana, l'État de New York, la Pennsylvanie et le Wisconsin,. Ed Clark (en) a quant à lui réussi à obtenir près de 12 % dans l'Alaska,.
Comme à quasiment chaque élection depuis l'élection présidentielle de 1904 (sauf en 1956), le vainqueur l'emporte dans le Missouri,. De même, comme à presque chaque élection depuis 1920 (sauf en 1976), le vainqueur l'a emporté dans l'Illinois.
| Catégorie                | Carter | Reagan | Anderson | Total |
| ------------------------ | ------ | ------ | -------- | ----- |
| Catégorie                |        |        |          | Total |
| Ensemble                 | 41     | 51     | 8        | 100   |
| Sexe                     |        |        |          |       |
| Hommes                   | 38     | 55     | 7        | 51    |
| Femmes                   | 46     | 47     | 7        | 49    |
| Ethnie                   |        |        |          |       |
| Blancs                   | 36     | 56     | 8        | 88    |
| Afro-Américains          | 83     | 14     | 3        | 10    |
| Hispaniques et latino    | 56     | 37     | 7        | 2     |
| Âge                      |        |        |          |       |
| 18-21 ans                | 45     | 44     | 11       | 6     |
| 22-29 ans                | 44     | 44     | 11       | 17    |
| 30-44 ans                | 38     | 55     | 7        | 31    |
| 45-59 ans                | 39     | 55     | 6        | 23    |
| + de 60 ans              | 41     | 55     | 4        | 18    |
| Revenu mensuel           |        |        |          |       |
| < à 10 000 $             | 52     | 42     | 6        | 13    |
| Entre 10 000 et 14 999 $ | 48     | 43     | 9        | 14    |
| Entre 15 000 et 24 999 $ | 39     | 54     | 7        | 30    |
| Entre 25 000 et 50 000 $ | 33     | 59     | 8        | 24    |
| > à 50 000 $             | 26     | 66     | 8        | 5     |
| Géographie               |        |        |          |       |
| Nord-Est                 | 44     | 48     | 8        | 32    |
| Midwest                  | 42     | 52     | 6        | 20    |
| Sud                      | 45     | 52     | 3        | 27    |
| Ouest                    | 36     | 54     | 10       | 11    |
| Appartenance politique   |        |        |          |       |
| Démocrates               | 67     | 27     | 6        | 43    |
| Républicains             | 11     | 85     | 4        | 28    |
| Indépendants             | 31     | 56     | 13       | 23    |
| Religion                 |        |        |          |       |
| WASP                     | 31     | 53     | 6        | N/A   |
| Catholiques              | 42     | 51     | 7        | N/A   |
| Juifs                    | 46     | 39     | 15       | N/A   |
| Zones géographiques      |        |        |          |       |
| Suburbs                  | 35     | 55     | 10       | N/A   |
| Campagnes                | 39     | 55     | 6        | N/A   |

## Épilogue

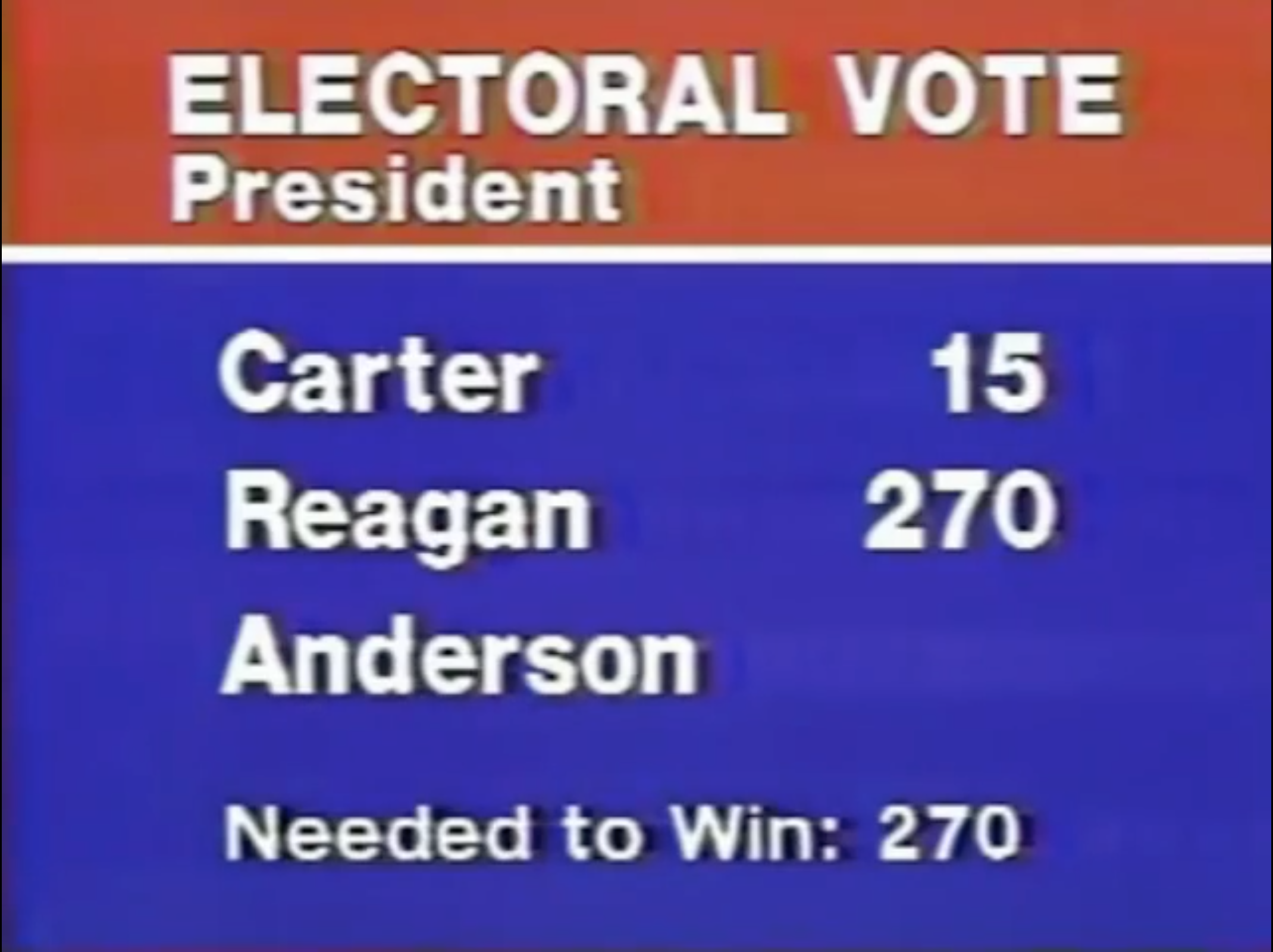
Moment fatidique de l'annonce de la victoire de Ronald Reagan par NBC News.

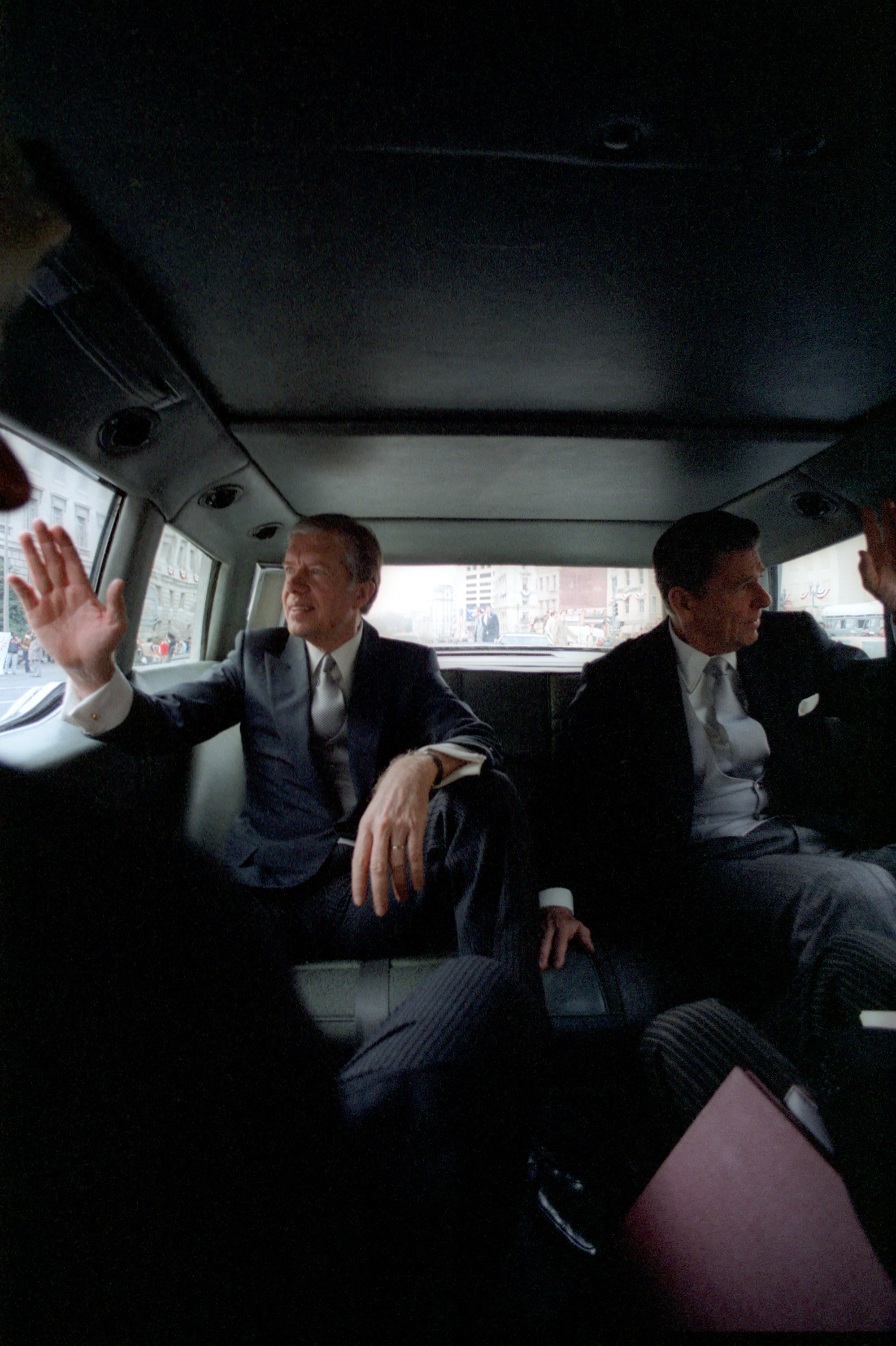
Jimmy Carter et Ronald Reagan dans la limousine présidentielle avant la cérémonie d'investiture, le 20 janvier 1981.

Jimmy Carter concéda sa défaite lors d'une conversation téléphonique avec Ronald Reagan le lendemain du scrutin vers 2 heures 30 du matin,. Son directeur de campagne l'avait précédé en faisant une déclaration similaire sur la chaîne de télévision ABC News, peu avant 2 h du matin. Il quitta la Maison-Blanche le 20 janvier 1981 avec une cote de popularité de 31 %. Dans ses Mémoires, il écrivit la chose suivante à propos des résultats : 
«  Après la clôture de la campagne, dans la nuit du lundi au mardi, je n'avais pas été extraordinairement surpris ni affecté par les résultats négatifs des sondages [...] Ils m'avaient chagriné, mais je m'étais déjà préparé à l'idée de la défaite. Pourtant, j'étais loin d'imaginer qu'elle puisse être aussi écrasante. Le parti démocrate ne perdait pas seulement la présidence, mais était battu dans tous les États sauf six et devenait minoritaire au Sénat. C'était effectivement un bilan très lourd.  »
Ronald Reagan devint le président élu le plus âgé de l'histoire des États-Unis, dépassant William Henry Harrison qui avait 68 ans lors de son élection en 1840. Dans le même temps, le Parti républicain reprit la majorité au Sénat pour la première fois depuis 1952.
À plusieurs reprises, Ronald Reagan demanda publiquement à l'administration Carter de ne pas prendre de mesures qui viendraient interférer dans l'application du programme du Parti républicain.
Les otages américains sont libérés le jour de l'investiture de Ronald Reagan, après 444 jours de détention,,,.